# Čierne
Čierne és un poble i municipi d'Eslovàquia que es troba a la regió de Žilina, al centre-nord del país. El 2017 tenia 4.402 habitants.

## Demografia
| Godina             | 1994 | 2004    | 2014   | 2024   |
| ------------------ | ---- | ------- | ------ | ------ |
| Nombre de persones | 3925 | 4326    | 4405   | 4438   |
| Diferència         |      | +10,21% | +1,82% | +0,74% |

| Godina             | 2023 | 2024   |
| ------------------ | ---- | ------ |
| Nombre de persones | 4416 | 4438   |
| Diferència         |      | +0,49% |